# КК Чарни Слупск
КК Чарни Слупск (пољ. Czarni Słupsk) је био пољски кошаркашки клуб из Слупскa.

## Историја
Клуб је основан 1989. године. Пласман у највиши ранг први пут је изборио 1999. године, а највећи успех у њему било је освајање трећег места у неколико сезона. Финалиста Купа Пољске био је 2005. године.
Једини излет у европска такмичења имао је током сезоне 2008/09. када је наступао у ФИБА Еврочеленџу, али је испао већ у првој групној фази.

## Успеси

### Национални
- Првенство Пољске:
  - Треће место (4): 2006, 2011, 2015, 2016.

- Куп Пољске:
  - Финалиста (1): 2005.

## Познатији играчи
- Бојан Бакић
- Џерел Блесингејм
- Кристофер Букер
- Антонио Беркс
- Ермин Јазвин
- Здравко Радуловић

## Познатији тренери
- Дејан Мијатовић